# Estenfeld
Estenfeld é um município da Alemanha, situado no distrito de Würzburgo, no estado da Baviera. Tem 18,12 km² de área, e sua população em 2019 foi estimada em 5.239 habitantes.